# Františkovy Lázně (singel)
Františkovy Lázněⓘ – pierwszy singel czeskiego zespołu pop rockowego Mandrage z ich trzeciego albumu studyjnego Moje krevní skupina. Wydany 23 maja 2011 roku przez wytwórnię płytową, Universal Music.

## Teledysk
Teledysk do piosenki "Františkovy Lázně" został opublikowany 21 czerwca 2011 roku za pośrednictwem serwisu internetowego VEVO. Materiał zrealizowano w Zlinie, a wyreżyserował go Pavel Sadík.

## Lista utworów i formaty singla
1-ścieżkowy CD-singel
1. "Františkovy Lázně" – 3:23

## Twórcy
- Vít Starý – wokal prowadzący, gitara rytmiczna
- Pepa Bolan – gitara prowadząca, wokal wspierający
- Michal Faitl – gitara basowa
- Matyáš Vorda – perkusja
- František Bořík – instrumenty klawiszowe

## Pozycje na listach
| Państwo | Lista           | Najwyższa pozycja |
| ------- | --------------- | ----------------- |
| Czechy  | Rádio – Top 100 | 5                 |